# Sonnensymbol
Ein Sonnensymbol ist ein Symbol mit Bezug zur Sonne. Sonnensymbole können neben anderen Bereichen Bedeutung in Psychoanalyse, Symbolismus, Semiotik, Astrologie, Religion, Mythologie, Mystizismus, Wahrsagerei, Heraldik und Vexillologie haben.

## Kreis-Symmetrie

Flagge von Japan

### Kreis
Ein einfacher Kreis oder eine kreisförmige Scheibe kann ein Sonnensymbol sein, so wie in der Flagge Japans, der Flagge Bangladeschs, der australischen Flagge der Aborigines, oder dreidimensional als Teil des Sonnenwagens von Trundholm.

### Kreis mit einem Punkt in der Mitte
Dies ist ein altüberkommenes Sonnensymbol, bestehend aus einem Kreis, dessen Mittelpunkt durch einen Punkt markiert ist (vorzugsweise Unicode U+2609 ☉, oder U+2299 ⊙). Es ist das astronomische und astrologische Symbol der Sonne, und das altüberkommene ägyptische Zeichen für „Sonne“ oder „Ra“ im hieroglyphischen Schreibsystem (U+131F3, 𓇳). Das Zeichen für „Sonne“ oder „Tag“ in älteren chinesischen Schriftsystemen war ähnlich, aber es wurde im modernen Schriftsystem quadratisch: 日 (ri).
(Siehe Eingekreister Punkt für nicht mit der Sonne zusammenhängende Bedeutungen.)

## Vierfache Rotationssymmetrie

### Sonnenkreuz
Für das „Sonnenkreuz“ oder „Sonnenrad“ (🜨) wird oft angenommen, dass es die vier Jahreszeiten und das Tropische Jahr und damit die Sonne repräsentiert (obwohl es als astronomisches Symbol die Erde bezeichnet).

### Swastika
Die Swastika kann vom Sonnenkreuz hergeleitet werden und ist in einigen Kontexten ein weiteres Sonnensymbol.
Es hat Verwendungen (nicht notwendig als Sonnensymbol) unter Buddhisten (manji), Jainisten, Hindus und vielen weiteren Kulturen. 

### Armenisches Ewigkeitszeichen
Das armenische Ewigkeitszeichen ist eines der altüberkommenen armenischen Symbole der Ewigkeit und des Lichts. Es wird oft als Dekoration auf nichtchristlichen Denkmälern und auf armenischen Kreuzsteinen verwendet. Varianten mit unterschiedlicher Anzahl von Blütenblättern und unterschiedlicher Drehrichtung sind in Armenien im Gebrauch.

### Zia-Sonnensymbol
Das Volk der Zia in New Mexico sieht die Sonne als ein geheiligtes Symbol an. Ihr Symbol, ein roter Kreis mit vier Gruppen von je vier in jeweils eine Richtung zeigende Strahlen, wird auf Zeremonievasen gemalt, auf den Boden um Lagerfeuer herum gezeichnet und zur Einführung von Neugeborenen zur Sonne verwendet. Das rote Symbol wird hier auf der Flagge New Mexicos gezeigt.

### Achtspitziger Stern

Achtstrahliger Stern auf der Flagge von Udmurtien

Verschiedene Formen eines achtstrahligen Sterns (die in der Regel nur vierfache Rotationssymmetrie aufweisen) erscheinen auf den Flaggen verschiedener russischer Teilrepubliken mit sonnenbezogener Bedeutung – so für Udmurtien, Mordwinien, Mari El und Tschuwaschien – und hatte eine ähnliche Bedeutung auf der Flagge des Irak 1959–1963. Es ist ein altüberkommenes Symbol uralischer Volksstämme. Ein Beispiel eines sechzehnfach symmetrischen Sterns kann auf der Flagge von Cartagena de Indias (Kolumbien) gesehen werden.

### Verdoppeltes Sonnenkreuz
Andere Version des „Sonnenkreuzes“, in der Form eines achtspeichigen Rades (ohne Zusammenhang mit vielen zu der Zeit in der Heraldik verwendeten Radsymbolen). Diese können als Markierung der Kreuz-Viertel-Tage (Mitte der Jahreszeiten) zusammen mit den die der Tagundnachtgleichen und Sonnenwenden markierenden Speichen verstanden werden.

### Polnisches Sonnensymbol
Polnisches neopaganistisches Sonnensymbol, ähnlich dem Tomoe oder der Swastika.

## Dreifache Rotationssymmetrie

### Triskele
Manche Formen der Dreifachspirale oder Triskele werden als Sonnensymbole angesehen.

### Wainachisches Sonnensymbol
Die Flagge Inguschetiens zeigt das Sonnensymbol der Wainachen, eine Variante der Triskele, bestehend aus einem geschlossenen Kreis in der Mitte mit drei angesetzten nach außen gebogenen Bögen.

## Sechsfache Rotationssymmetrie

### Sonnenkreis
Slawisches Sonnensymbol, vorhanden auf dem Idol von Sbrutsch als ein Symbol des Svantovit, des slawischen Kriegsgottes.

### Alpensonne
Die Alpensonne ist ein nach dem Vorbild von an norditalienischen Häusern gefundenen Dekorationselementen gestaltetes Symbol, das von der Lega Nord und ähnlich ausgerichteten Organisationen in Norditalien verwendet wird.

### Rosette
Als slawisches Sonnensymbol ist diese Form ein Zeichen des Perun (des slawischen Jupiters) und verbreitetes Dekorationselement. Die Form findet sich in der Karpatensonne, dem Logo der Towarzystwo Karpackie (Karpatengesellschaft), die für Natur und Kultur der Karpaten engagiert ist. Die Form ähnelt dem Blume-des-Lebens-Muster.

## Darstellungen mit Strahlen

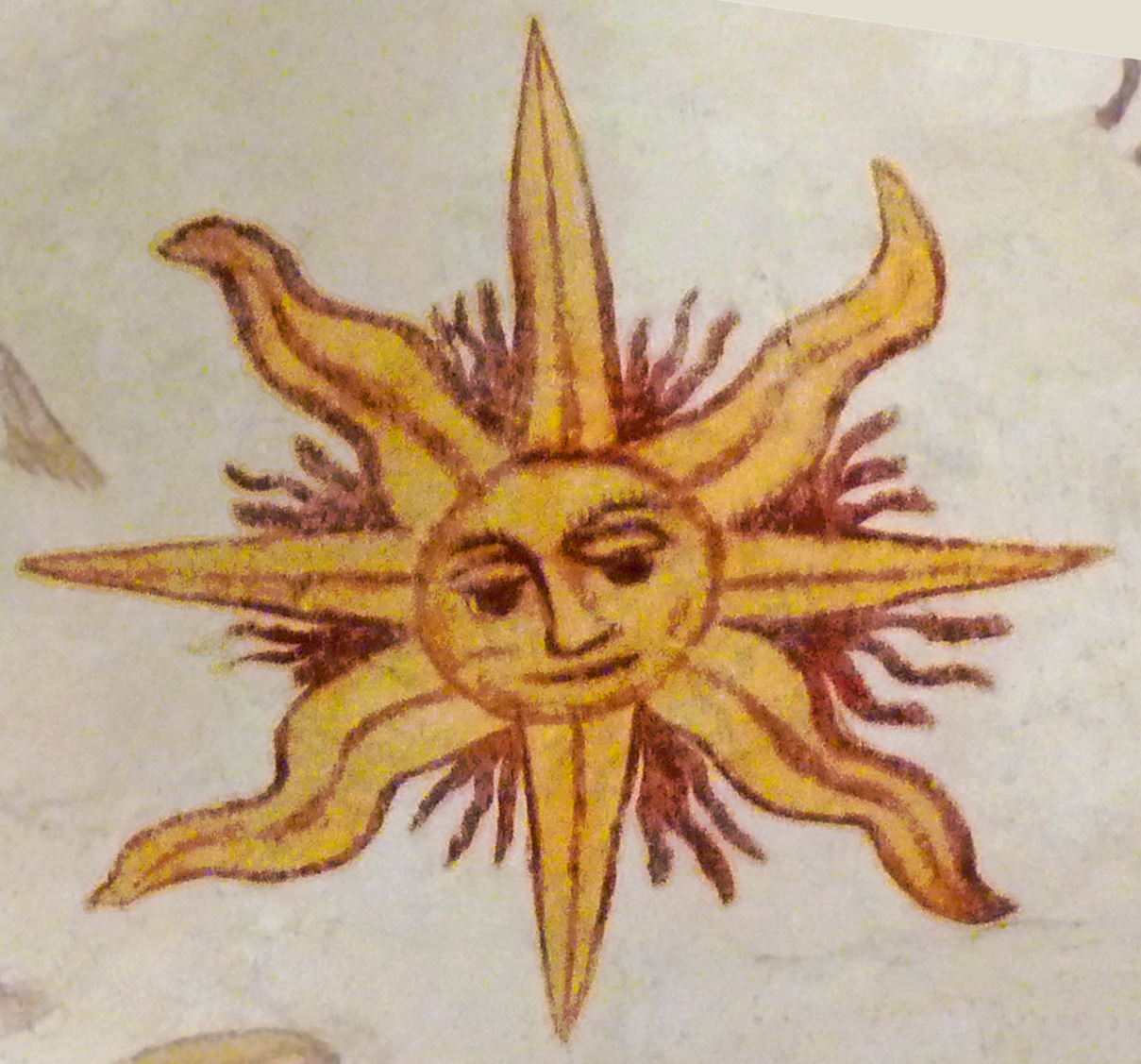
Detail der Deckenmalerei in der Kirche von Larbey (Frankreich), um 1610

Eine kreisförmige Scheibe mit von ihr ausgehenden abwechselnd dreieckigen und welligen Strahlen ist ein häufiges Symbol bzw. eine häufige künstlerische Darstellungsweise der Sonne. Es sind mindestens vier gerade und vier wellige Strahlen vorhanden (wie in dem antiken mesopotamischen Symbol des Sonnengottes Šamaš), aber auch höhere Anzahlen kommen vor. Das Emblem der Jesuiten, die Flagge Uruguays, die Flagge Kiribatis, einige Versionen der Flagge Argentiniens, die Badge der Irischen Streitkräfte und das Staatsemblem des Irak 1959–1965 sind offizielle amtliche Zeichen, die einen solchen Symbolismus verwenden.
Die Abbildungen der Sonne auf der Flagge der Republik China, der Flagge Kasachstans, der Flagge Kurdistans und der Flagge Nepals haben nur gerade (dreieckige) Strahlen, während die Flagge Kirgisistans nur kurvige Strahlen hat. Die Flagge der Philippinen hat kurze auseinanderstrebende Strahlen in Dreiergruppen.

Militärflagge Japans (Kyokujitsuki)

Eine andere Form der Darstellung mit Strahlen besteht in einfachen radialen Linien, die das Feld in zwei Farben unterteilen, wie in der Militärflagge Japans (Kyokujitsuki, japanisch 旭日旗, „Flagge der aufgehenden Sonne“) und der Flagge Nordmazedoniens, und in den oberen Teilen der Flagge Tibets und der Flagge Arizonas.

### Sonne von Vergina
Die Sonne von Vergina (auch bekannt als Stern von Vergina, Mazedonischer Stern oder Argeaden-Stern) ist ein mit Strahlen versehenes Sonnensymbol, das in altgriechischer Kunst vom 6. bis ins 2. vorchristliche Jahrhundert vorkommt. Die Sonne von Vergina kommt in der Kunst unterschiedlich mit sechzehn, zwölf oder acht dreieckigen Strahlen vor.

### Lachende Sonne
Die Lachende Sonne wird von der Anti-Atomkraft-Bewegung seit den 1970er-Jahren als Logo verwendet. Sie symbolisiert die positive Verwendung von Sonnenenergie und anderen erneuerbaren Energien statt Kernenergie.

### Schamanismus
Manche Trommeln samischer Schamanen weisen das Beaivi-Sonnensymbol auf, das einem Sonnenkreuz ähnelt.